# Schloss Untermerzbach

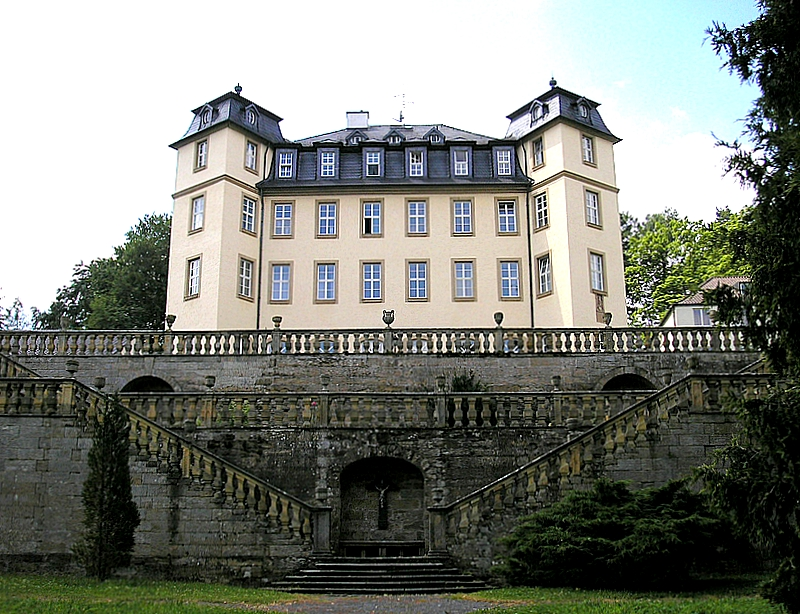
Das Schloss auf der barocken Terrasse

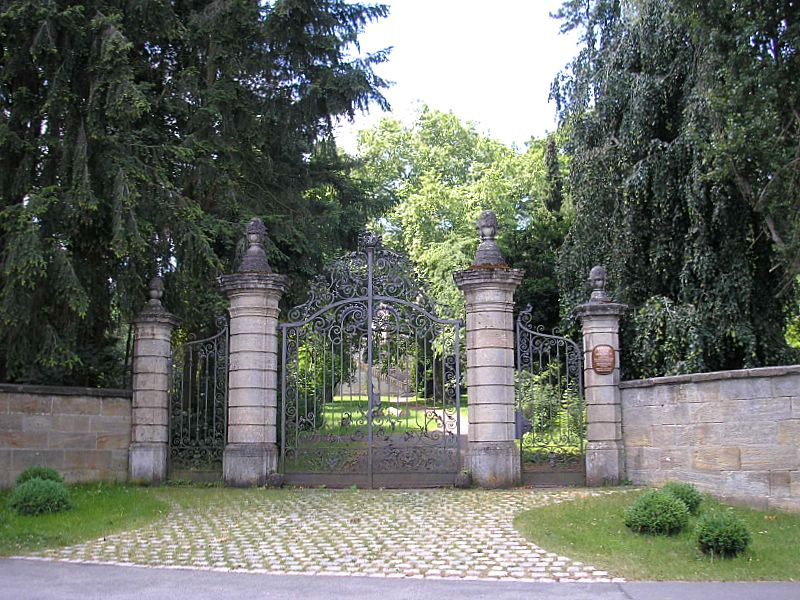
Der Eingang in den Schlosspark

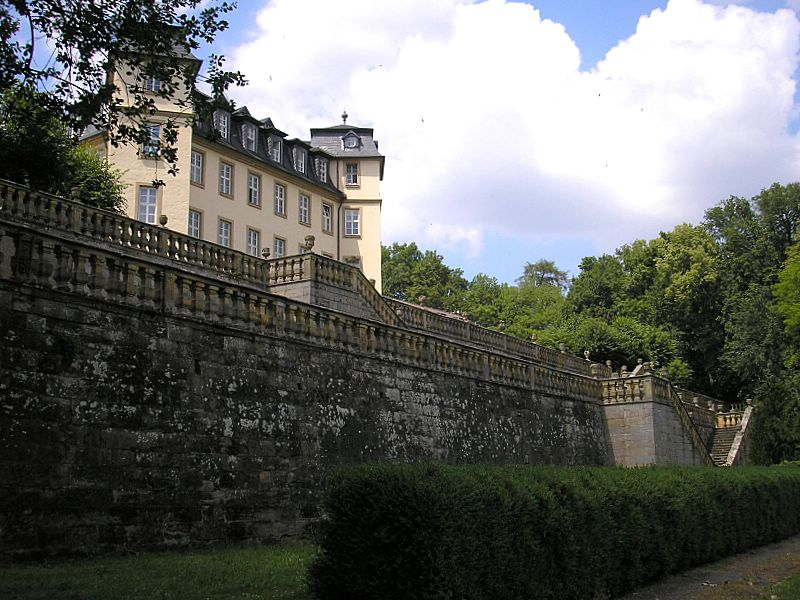
Ansicht aus dem Schlosspark

Das Schloss Untermerzbach steht auf einem Hügel über dem alten Dorfkern von Untermerzbach im Landkreis Haßberge in Unterfranken.
Der ehemalige Adelssitz gehörte seit 1922 der apostolischen Gesellschaft der Pallottiner, die dort bis 2009 ein Noviziat und eine philosophische Hochschule unterhielten. Nach dem Rückzug der Pallottiner wurde das Schloss 2010/11 durch einen Neubau erweitert und wird seit September 2011 als eine von fünf Akademien der gesetzlichen Unfallversicherung VBG genutzt, die Seminare zum Thema Arbeitssicherheit und Gesundheitsschutz anbietet.

## Geschichte
Wahrscheinlich stand bereits die hochmittelalterliche Burg der Herren von Merzbach auf dem Schlosshügel über dem Dorf. Nach dem Aussterben dieses Geschlechtes im 13. oder 14. Jahrhundert kam die Herrschaft im Erbgang an die Freiherren von Rotenhan. Der heutige Schlossbau soll im Kern auf Kunz II. zurückgehen. Eine Sandsteinplatte mit dem Ehewappen Rotenhan-Altenstein am Nordturm nennt als Baudatum das Jahr 1534.
Unter Karl Alexander (1710–1777) wurde die Merzbacher Linie in den Grafenstand erhoben. Um sich von der „nur freiherrlichen“ Verwandtschaft zu distanzieren, fügten die Grafen ihrem Namen ein zweites t hinzu und nannten sich fortan Grafen von Rottenhan. In der zweiten Hälfte des 18. Jahrhunderts erfolgte der Umbau des alten Schlosses zum repräsentativen frühklassizistischen Landsitz. 1886 starb mit Maximilian von Rottenhan der letzte Vertreter der gräflichen Linie. 1922 erwarben die Pallottiner den Besitz und fügten dem Bestand noch einige Anbauten und Nebengebäude (ehemals Hochschule, seit den 80er Jahren Gästetrakt inklusive Tagungs-/Seminarräumlichkeiten und eine 2009 profanierte Kirche) hinzu. Seit dem Umzug der Pallottiner und ihres Noviziats in das österreichische Salzburg werden sämtliche Anlagen und Gebäude nicht mehr genutzt und sind der Öffentlichkeit nur noch bedingt zugänglich.
2010 begannen Bauarbeiten für die künftige Nutzung des Areals als Seminarzentrum der Verwaltungs-Berufsgenossenschaft.

## Baubeschreibung
Das rechteckige Schlossgebäude mit seinen sechs Fensterachsen an der Längsseite wird von zwei schräg gestellten, viergeschossigen Ecktürmen flankiert. Die Außengliederung ist schlicht gehalten, nur unter dem obersten Turmgeschoss verläuft ein einfaches Gurtgesims. Die schiefergedeckten Mansarddächer auf dem Hauptbau und den beiden Türmen werden von zahlreichen Dachgauben unterbrochen. Das Innere ist durch die Umnutzung stark verändert. Interessant ist insbesondere der große Saal im Erdgeschoss mit weiten Flügeltüren, der von den Pallottinern vor dem Bau der Kirche neben dem Schloss als Kapelle genutzt und in den 1960er Jahren zu einem Speisesaal umgebaut wurde, und ein repräsentativer Saal im ersten Stock, der Reste einer aufwändigen Stuckierung an Decke und Wänden aufweist. Alle weiteren Räume wurden durch mehrfache Umbauten (zuletzt in den 90er Jahren) der Nutzung als Noviziat angepasst; große Räumlichkeiten wurden in kleinere Wohnräume, Appartements, Büros und Schulungsräume umgewandelt. Im ursprünglichen Zustand ist noch eine Innentreppe aus Holz über mehrere Stockwerke vorhanden. Unter dem Erdgeschoss befinden sich diverse Wirtschaftsräume und der Zugang zu einem alten Kellergewölbe. Unter dem Putz verbergen sich sicherlich noch größere Reste des alten Schlosses aus dem 16. Jahrhundert.
Die repräsentative Wirkung des Anwesens beruht hauptsächlich auf seiner erhöhten Lage über dem Dorf mit einer frühklassizistischen Terrassen- und Treppenanlage. Die erste Terrasse ist über eine zweiflügelige Treppe und ein Podest erreichbar. Von dort aus führen zwei weitere Treppenläufe zur oberen Schlossterrasse, die wie die gesamte Treppenanlage durch Balusterbrüstungen mit aufgesetzten Vasen geschmückt ist.
Das Schloss ist von weitläufigen ummauerten Parkanlagen mit einem aufwändigen schmiedeeisernen Portal umgeben. Im Park existieren noch zwei unterirdische Lagerräume, die wegen Einsturzgefahr gesperrt sind. Von einem von ihnen könnte man nach alten Unterlagen in einen verschütteten Keller im Schloss gelangen.